# Powiat Kadarkút
Powiat Kadarkút (węg. Kadarkúti kistérség) – jeden z jedenastu powiatów komitatu Somogy na Węgrzech. Jego powierzchnia wynosi 427,24 km². W 2007 liczył 13 864 mieszkańców (gęstość zaludnienia 32 os./1 km²). Siedzibą władz jest miasto Kadarkút.

## Miejscowości powiatu Kadarkút
- Bárdudvarnok
- Csököly
- Gige
- Hedrehely
- Hencse
- Jákó
- Kadarkút
- Kaposfő
- Kaposmérő
- Kaposújlak
- Kaposszerdahely
- Kisasszond
- Kiskorpád
- Kőkút
- Mike
- Nagybajom
- Pálmajor
- Patca
- Rinyakovácsi
- Szenna
- Szilvásszentmárton
- Visnye
- Zselickisfalud